# Москворечье-Сабурово
Москворе́чье-Сабу́рово — район в Южном административном округе Москвы и соответствующее ему одноимённое внутригородское муниципальное образование в Москве. Район был образован 5 июля 1995 года. Происхождение названия района связано с находившимся ранее на месте его восточной части селом Сабурово и западной части посёлком «Москворечье», поглотившим деревню Ближнее Беляево. Сабурово, Москворечье и Ближнее Беляево были включены в состав Москвы в 1960 году.

## Территория и границы
Согласно закону «О территориальном делении города Москвы», граница района Москворечье-Сабурово проходит: по оси полосы отвода Курского направления МЖД, далее по осям: Кантемировской улицы (новой трассы), Пролетарского проспекта, Кантемировской улицы, 1-го Котляковского проезда, оси русла реки Чертановки, осям полос отвода: Павелецкого направления МЖД и подъездной ж. д. ветки, осям: проектируемого проезда № 3689, Каширского шоссе, южным границам территории Музея-заповедника «Коломенское», оси русла реки Москвы, далее по восточным границам владения № 29 по улицы Борисовские Пруды и Борисовского пруда, осям: Борисовского и Нижнего Царицынского прудов, оси русла реки Чертановки до Курского направления МЖД.
На западе граничит с районами Чертаново Северное и Нагорный, на востоке — с районами Марьино и Братеево, на севере — с районами Нагатино-Садовники и Печатники, а также Музеем-заповедником «Коломенское», на юге — с районами Царицыно и Орехово-Борисово Северное.
По местоположению на большом расстоянии граничит с водными пространствами: с севера, на расстоянии более двух километров, с Москвой — рекой, с юга половину границы составляют Борисовские и Царицынские пруды.
По данным на 2010 год площадь территории района составляет 930,15 га, из них промышленная зона занимает 543 га. Жилых домов — 145.
По территории района протекает Москва-река, а также река Чертановка.

## Население
| 2002    | 2010    | 2012    | 2013    | 2014    | 2015    | 2016    |
| ------- | ------- | ------- | ------- | ------- | ------- | ------- |
| 67 257  | ↗76 162 | ↗76 764 | ↗77 982 | ↗78 865 | ↗79 324 | ↗80 231 |
| 2017    | 2018    | 2019    | 2020    | 2021    | 2023    | 2024    |
| ↗80 346 | ↗80 512 | ↗80 673 | ↗80 934 | ↗89 130 | ↘88 095 | ↘86 969 |

Плотность населения — 7882,1 чел./км², площадь жилого фонда — 1314,7 тыс. м² (2010 год).

### Национальный состав
По итогам переписи населения 2020 года проживали следующие национальности (национальности менее 0,1 % и другое, см. в сноске к строке «Другие»):
| Национальность | Численность, чел. | Доля     |
| -------------- | ----------------- | -------- |
| Русские        | 49 083            | 55,07 %  |
| Украинцы       | 1218              | 1,37 %   |
| Татары         | 884               | 0,99 %   |
| Белорусы       | 776               | 0,87 %   |
| Армяне         | 724               | 0,81 %   |
| Узбеки         | 468               | 0,53 %   |
| Таджики        | 394               | 0,44 %   |
| Евреи          | 385               | 0,43 %   |
| Азербайджанцы  | 317               | 0,36 %   |
| Киргизы        | 248               | 0,28 %   |
| Грузины        | 232               | 0,26 %   |
| Чуваши         | 160               | 0,18 %   |
| Чеченцы        | 127               | 0,14 %   |
| Казахи         | 125               | 0,14 %   |
| Осетины        | 121               | 0,14 %   |
| Башкиры        | 104               | 0,12 %   |
| Молдаване      | 92                | 0,10 %   |
| Другие         | 33 672            | 37,77 %  |
| Итого          | 89 130            | 100,00 % |

## Герб и флаг

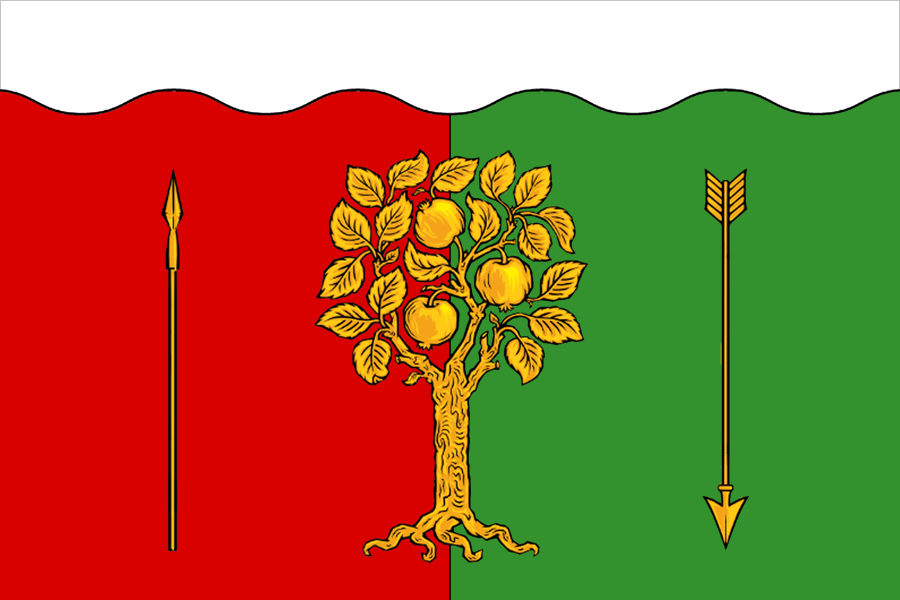
Флаг района Москворечье-Сабурово

Герб и флаг района утверждены решением Муниципального собрания № 01-03-30/4 от 26 августа 2004 года.
Герб района представляет собой щит московской формы, который рассечён на красное и зелёное поля с серебряной волнистой главой. На красном поле — золотое копьё остриём вверх и золотая стрела остриём вниз. На зелёном поле — золотая яблоня с тремя яблоками.
Серебряная волнистая глава — символ водных пространств Москвы-реки, Царицынских и Борисовских прудов, окружающих район с трёх сторон. Золотые копьё и стрела взяты из герба рода Сабуровых, основавших село Сабурово. Красное поле является напоминанием о том, что эта местность когда-то входила в состав первой из царских дачных резиденций под Москвой (Коломенское). Золотая яблоня на зелёном поле напоминает о выращивании в присёлках пустоши Беляевой и Черногрязной фруктов, ягод и овощей для царского стола.
Описание флага:
Флаг представляет собой двустороннее, прямоугольное полотнище с соотношением сторон 2:3.
Полотнище состоит из верхней белой полосы с нижним волнистым краем, в остальной части вертикально разделено на две равновеликие части: прилегающую к древку красную и зелёную. Габаритная ширина волнистой линии деления составляет 1/40 ширины полотнища, а осевая линия деления находится на расстоянии 1/4 ширины полотнища от его верхнего края.
В красной части полотнища параллельно древку помещено изображение жёлтого копья остриём вверх и жёлтой стрелы остриём вниз. Габаритные размеры изображения составляют 1/10 длины и 5/8 ширины полотнища. Центр изображения находится на расстоянии 5/24 от бокового края полотнища, прилегающего к древку, и на расстоянии 3/8 ширины полотнища от его нижнего края.
В зелёной части полотнища помещено изображение жёлтой яблони. Габаритные размеры изображения составляют 9/40 длины и 9/16 ширины полотнища. Центр изображения находится на расстоянии 5/24 от бокового края полотнища, противоположного древку, и на расстоянии 3/8 ширины полотнища от его нижнего края.

## Происхождение названия

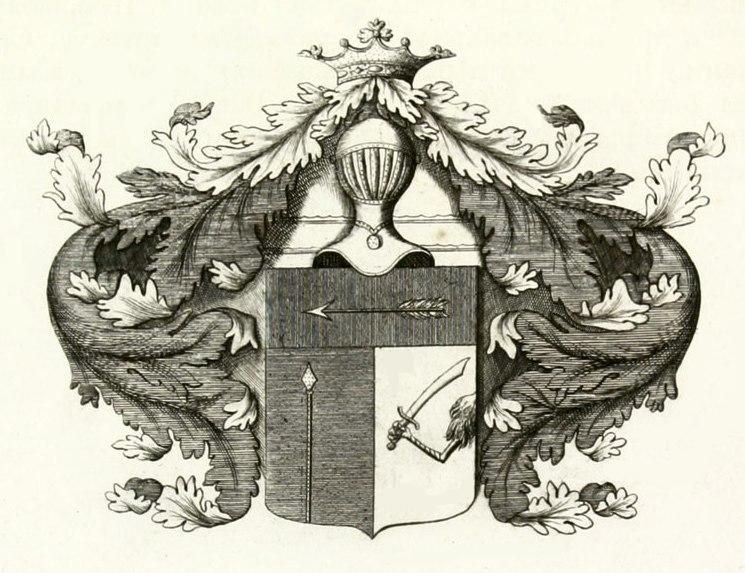
Герб рода Сабуровых

Район получил название от села Сабурово, находившегося на этом месте. Имя ему дал его первый владелец, Богдан Юрьевич Сабуров, получивший в 1571 году земельный надел вблизи села Коломенского для своего поместья, от царя Ивана Грозного. Дочь Богдана Сабурова, Евдокия Сабурова, была женой старшего сына Ивана Грозного, царевича Ивана.
Наименование «Москворечье» впервые возникло как название станции железной дороги Курского направления, на её пересечении с Москвой-рекой в 1865 году.

## История

### Возникновение
Эта местность была заселена с давних времён, о чём свидетельствовали находившиеся здесь курганы славянского племени вятичей, датируемые XI—XIII веками. В 1937 году они были обследованы Борисом Рыбаковым, и три из них раскопаны (впоследствии уничтожены при строительных работах).
По мнению историков, среди которых Степан Веселовский и Владимир Снегирёв, село возникло в XV веке.
Предпосылкой появления Сабурово стало возникновение в XIII веке села «Коломенское», когда выходцы из города Коломны, спасаясь от надвигающихся татаро-монгольских орд, дошли почти до самой Москвы. Они поселились на правом, высоком берегу реки Москвы. Датируется это событие 1237 годом, а впервые упоминается село Коломенское в письменности — в духовной грамоте Великого Московского князя Ивана Калиты в 1339 году.
К юго-востоку от Коломенского находились: пустошь Черногрязная, впоследствии ставшая селом Царицыно, Беляева пустошь по реке Чертановке — будущее село Беляево, составившее впоследствии центральную часть посёлка Москворечье и Дьяково Городище, давшее впоследствии название селу Дьяковское

### Сабурово в XVII—XVIII веке

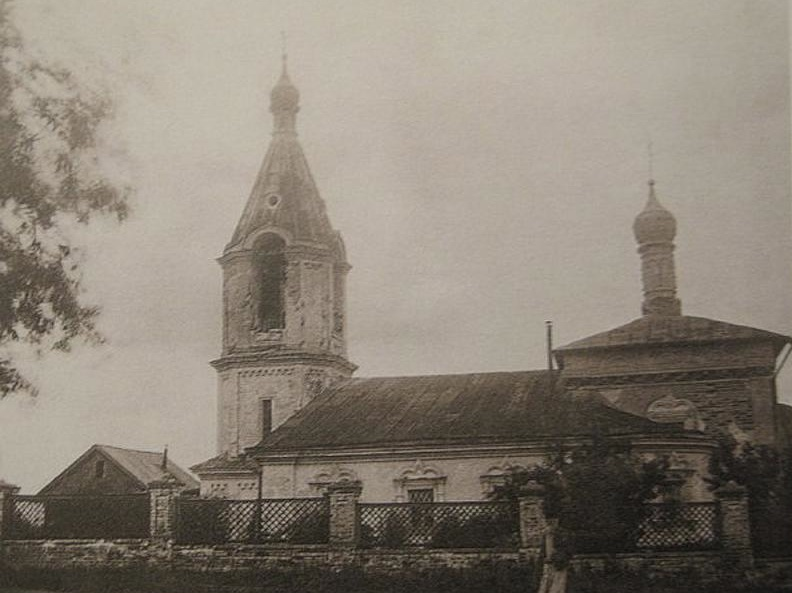
церковь Николы Чудотворца

В приходных книгах Патриаршего казённого приказа за 1628 год указано:
… церковь Николы Чюдотворца в селе Сабурове, у Москвы-реки, дани 2 алт. и 3 ден, кормовая гривна…
В писцовых книгах Московского уезда 1631—1633 годов встречается описание:
… села Коломенскаго приселок Сабуров, на реке Москве, а в нем церковь Николы Чюдотворца; пашни церковныя земли 3 десятины с полудесятиною, сена в Татишеве луке, вверх на Москве реке, 6 десятин с полудесятиною.
В писцовых книгах 1675—1677 годов в описании села Коломенского упоминается:
… приселок Сабуров на Москве реке, а в нем церковь во имя Николая Чюдотворца, да придел святого пророка Илии, деревянная, с папертью, клетцки, ветха, в церковь двои двери… колокольня на одном столбе, на ней три колокола, а церковь от попова двора и от крестьянских дворов в двадцати в пяти саженях.
Предположительно, в 1693—1695 годах на месте деревянной церкви в Сабурово была выстроена каменная, в любом случае в 1710 году она здесь уже отмечается.
Малоисследованным остаётся вопрос о владениях в селе бывшего молдавского господаря Дмитрия Кантемира, получившего в 1712 году соседнее село Чёрную Грязь с деревнями. В журнале его переводчика Ивана Ильинского 27 апреля 1722 года записано:
В сенате были по повестке и сам Императорское Величество быть изволил. Сабурово взять от нас велено.
Однако в 1757 году при разделе владений между сыновьями Дмитрия — Матвеем и Сергеем одному досталась «сабуровская земля с садом», а другому — «все оставшее в Сабурове строение».
В конце XVIII века Сабурово перешло в ведение Коломенского приказа Удельного ведомства.

### Сабурово в XIX веке

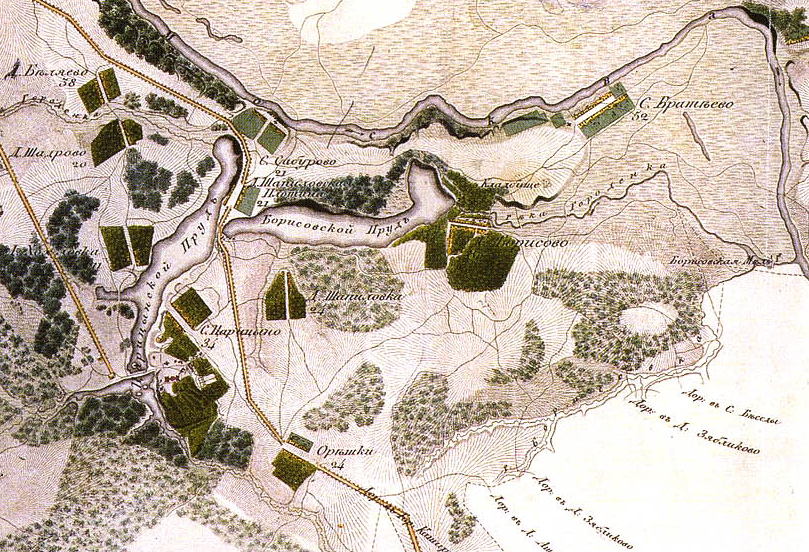
Село Сабурово на карте 1818—1823 года

Сабуровские крестьяне были вполне зажиточными, пользуясь близостью села к Москве и расположением его почти на самой Каширской дороге, они стали разводить сады и торговать плодами в городе. Некоторая часть жителей относилась к старообрядцам.
После реформы 1861 года село вошло в состав административной Царицынской волости. По переписи 1869 года, в нём было 120 мужчин и 128 женщин. По данным 1876 года здесь существовало 44 хозяйства. У крестьян имелись 70 лошадей, 40 коров и 70 голов мелкого скота. Промыслы слабо развиты, в 1881 году ими занимались 49 человек, в основном намоткой хлопчатобумажной нити на катушки, позже и изготовлением гильз для папирос. Недостаток своей земли заставлял крестьян арендовать её.
В 1861—1865 гг. в сабуровской церкви построены новая колокольня и приделы Ильи Пророка и Иверской иконы Божией Матери. До 1875 года крестьянские дети обучались в школе Удельного ведомства, а в этом году по инициативе сабуровского крестьянина Прокофия Ивановича Кормакова было открыто земское училище, помещавшееся сначала на Шипиловской плотине, а затем переведённое в Царицыно. По данным 1886 года, при селе был кирпичный завод Ю. Е. Минявского.
В 1899 году население села составляло 366 человек. Здесь имелись 3 торговых заведения, 1 промышленное. 50 семей обрабатывали свой надел лично, из них 19 имели наёмных работников. Сеяли рожь, овёс и в большом количестве сажали картофель. 74 двора имели сады, 59 дворов — огороды. На огородах выращивали капусту, огурцы, свёклу. Основной садовой культурой была вишня, в виду расположения земель села на открытом для северных ветров пространстве, что препятствовало разведению малины, как в соседних деревнях.

### Сабурово в начале XX века
В 1911 году в селе было 85 хозяйств, казённая винная лавка, овощная лавка. Население составляло 402 человека.
В связи с общим упадком садоводства сады частично вырубали, на их месте сажали овощи — капусту и огурцы. Рожь почти не сеяли, поэтому своего хлеба было мало, его покупали в лавках.
После открытия в 1925 году возле Сабурова платформы Москворечье Курской железной дороги село быстро становится популярным дачным местом. Постоянных дач не было, но жители сдавали свои домики по 150—200 руб. за сезон дачникам, которых привлекало сюда обилие ягод и рыбная ловля. Рядом с селом протянули линию электропередач, дававшую ток в Москву с Каширской ГРЭС, Сабурово было электрифицировано. С почты, находившейся в Ленино (Царицыно), жителям доставляли корреспонденцию на дом. Возле железнодорожной платформы разместилась опытная станция Института прикладной минералогии, на которой в 1927 году работал 61 человек и которая давала тогда 135 тыс. руб. валового продукта. При станции были столовая и клуб, в котором ставили спектакли и устраивали киносеансы.

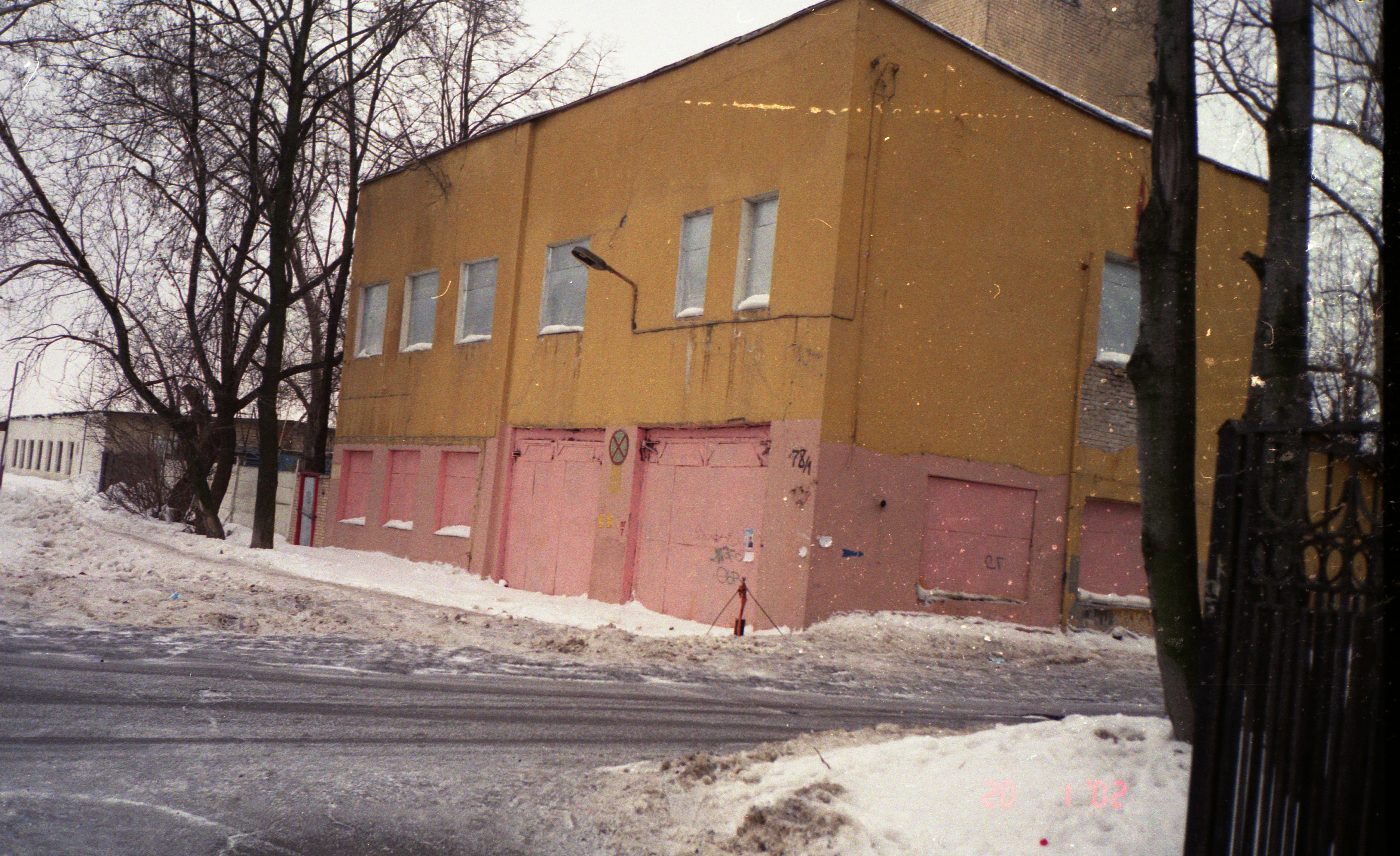
Пожарная станция в посёлке Москворечье, снесённая в начале 2000-х

В 1930-е годы в селе был создан колхоз имени Ворошилова. В начале 1950-х он и все окрестные колхозы были объединены в один колхоз имени Ленина. Церковь была закрыта в 1940 году, её верхнюю часть и верх колокольни сломали в середине 1941 года. Внутри разместился гараж, в 60-е гг. — механическая мастерская, в 70-е — завод по обработке тонкой проволоки.

### В составе Москвы
В 1960 году село вошло в состав Москвы при её расширении. Близлежащая территория была отнесена к Москворецкому району Москвы. После 1969 года территория отошла к Красногвардейскому району.

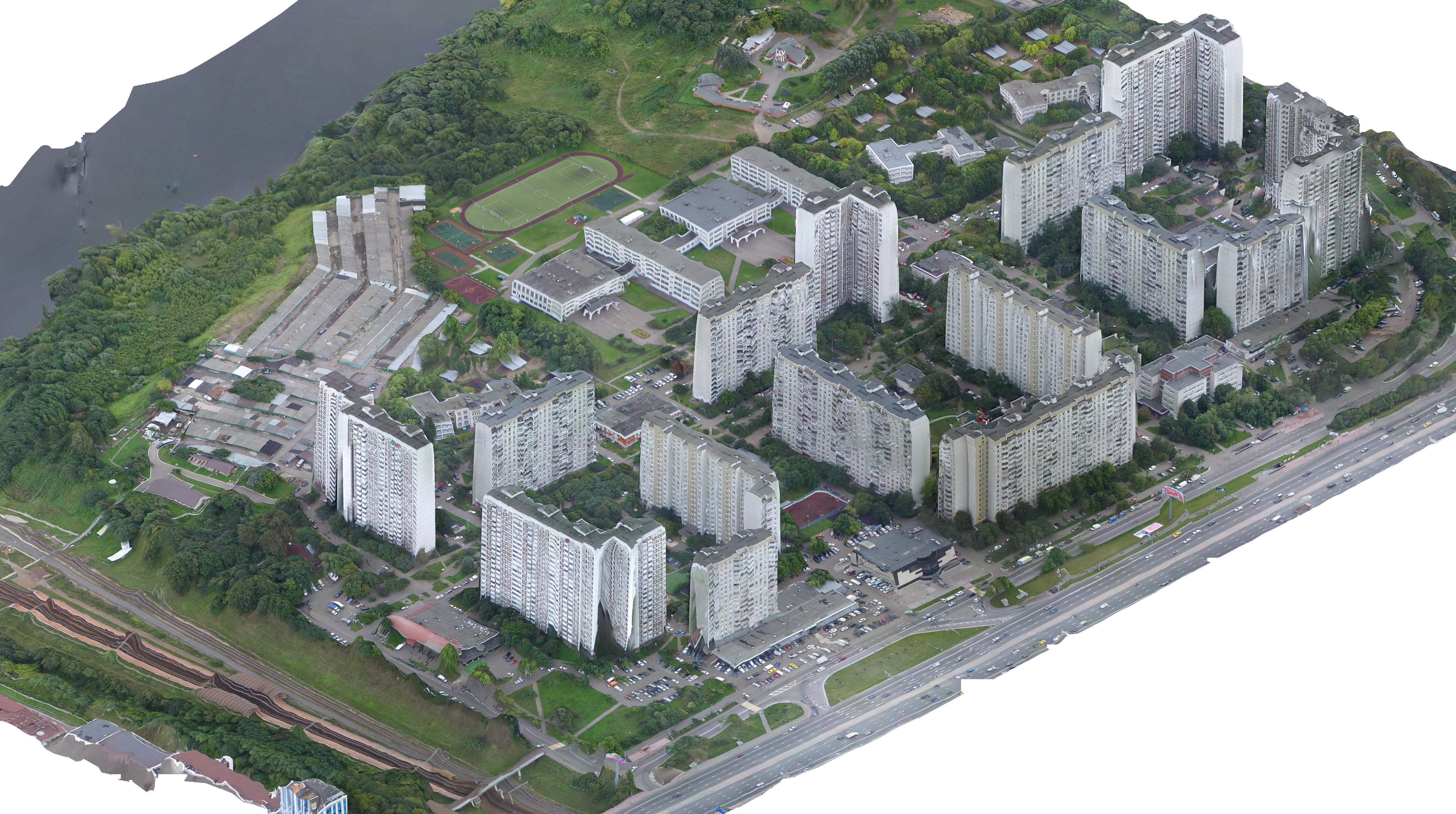
Общий вид на МЖК Сабурово

В 1988 году на месте деревни, между Москвой-рекой и Каширским шоссе был построен молодёжный жилой комплекс (МЖК) на 3000 семей. Этот микрорайон и получил название исчезнувшей деревни — Сабурово.
После административной реформы 1991 года территория, где ранее располагалось село, вошла в состав района Москворечье-Сабурово. Память о ней сохранена в названии района.

## Органы власти

### Управа района
Управа района является территориальным органом исполнительной власти, подведомственным Правительству Москвы. Координацию и контроль за деятельностью управы осуществляет префект Южного административного округа Панкратов Олег Александрович.
Расположена по адресу Пролетарский проспект, д. 7. Должность главы управы района занимает Заковыркин Роман Васильевич.

### Местное самоуправление
Муниципальное образование Москворечье-Сабурово является органом местного самоуправления и осуществляет исполнительно-распорядительные функции, основанные на нормативных правовых актах Российской Федерации, Законах города Москвы от 6 ноября 2002 года № 56 «Об организации местного самоуправления в городе Москве».
Согласно уставу муниципалитета, принятому муниципальным собранием района, район поделён на 5 избирательных округов, от каждого из которых избирается 2 депутата сроком на 5 лет.
Председатель Совета депутатов — Заусаева Наталья Васильевна.

### Органы внутренних дел
Правопорядок и общественную безопасность в районе обеспечивает Отдел МВД России по району Москворечье-Сабурово г. Москвы.
Отдел расположен по адресу Каширское шоссе, д. 74, корп.3.
Кроме того на территории района, по адресу Каширское шоссе, д. 32, находится УВД по ЮАО г. Москвы.

## Социально-экономическое развитие района

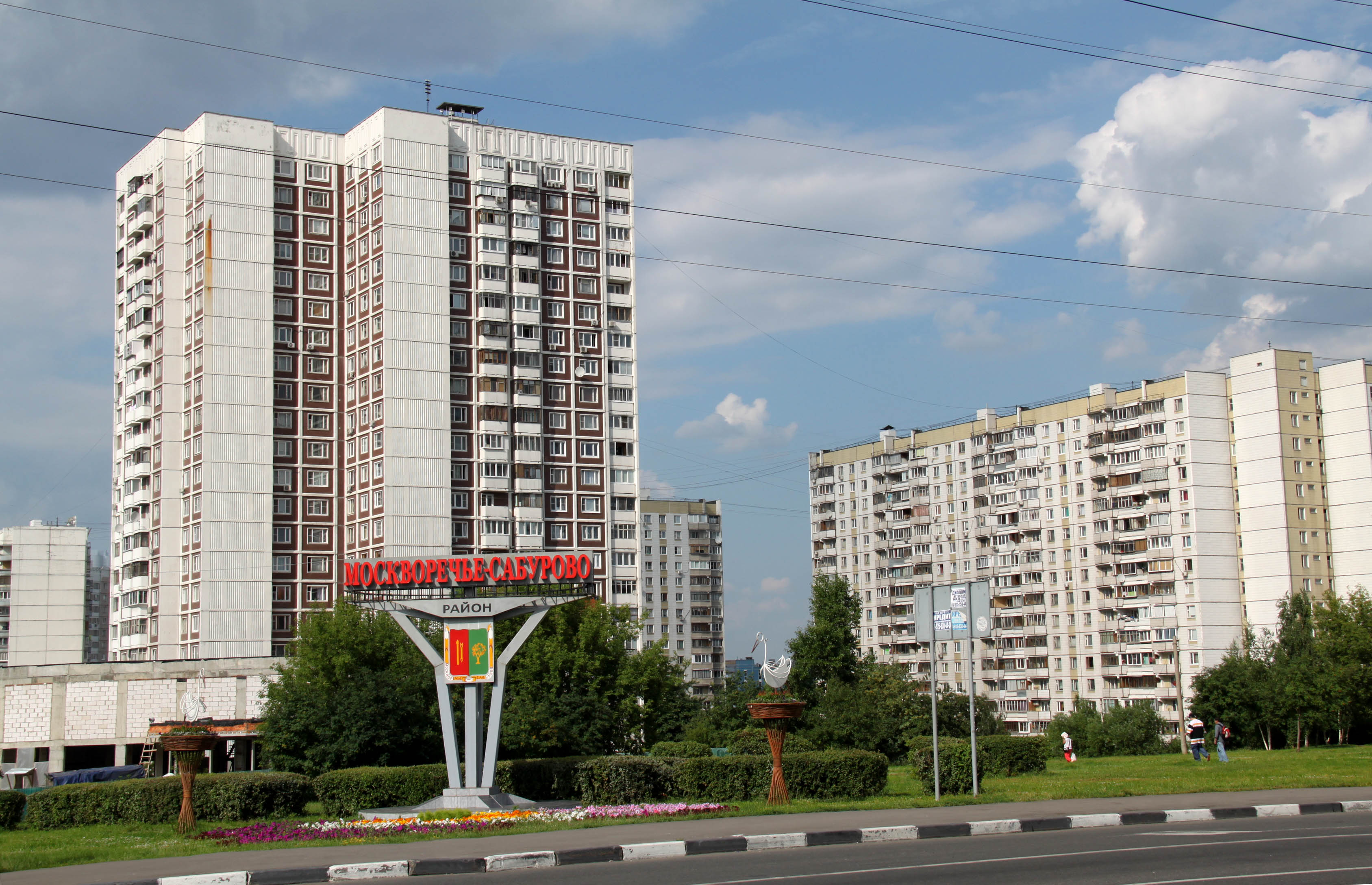
Район Москворечье-Сабурово от пересечения Пролетарского проспекта и Кантемировской улицы.

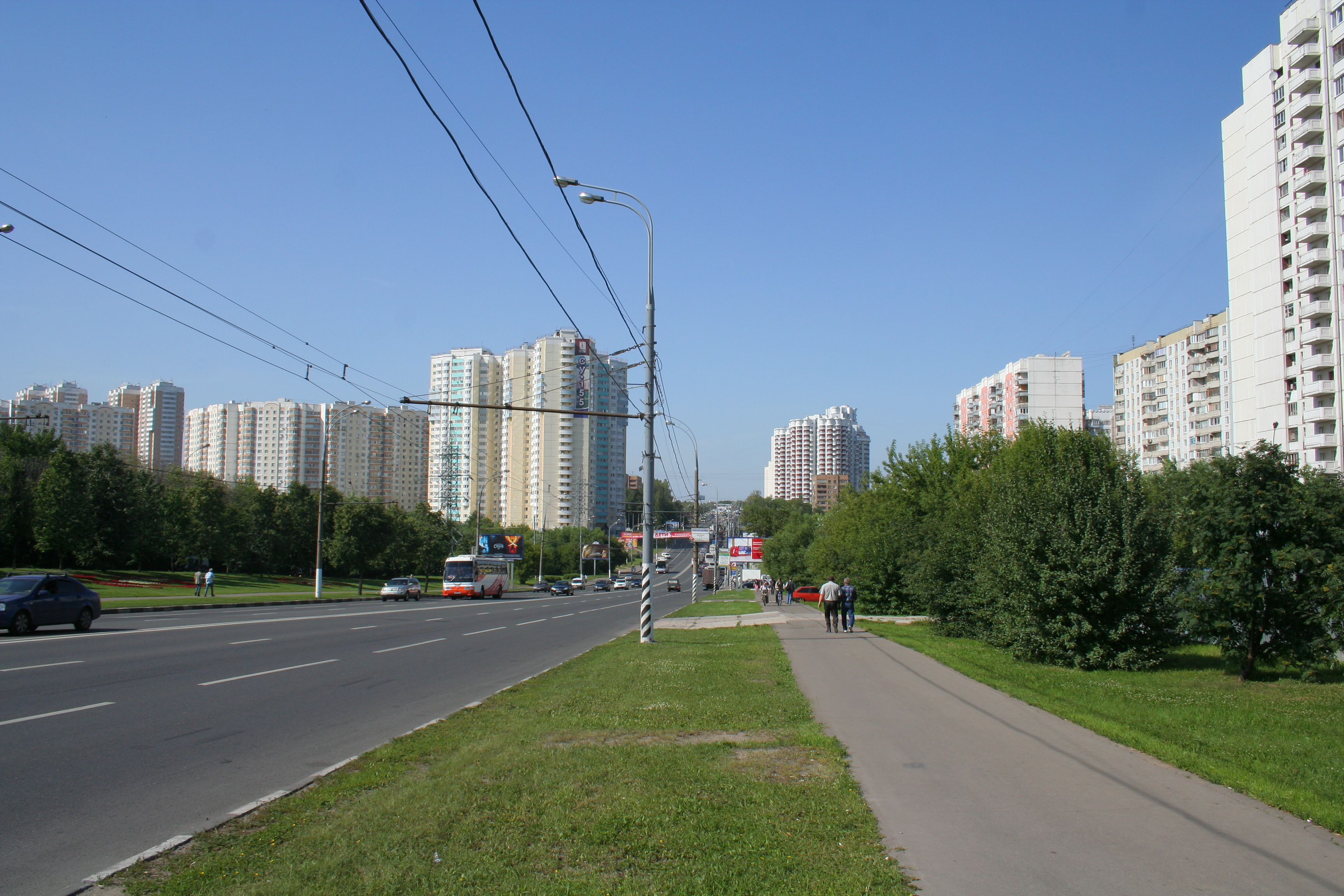
Вид на Москворечье-Сабурово со стороны станции метро «Кантемировская».

На территории района находятся: 88 магазинов, 109 объектов мелкорозничной торговли, 54 предприятия общественного питания, 15 предприятий промышленности. С открытием в марте 2014 года около станции метро «Каширская» торгово-развлекательного комплекса «Москворечье» эти показатели увеличились.

### Промышленные предприятия
- ОАО «Московский завод полиметаллов» (ОАО «МЗП»). Входит в состав Топливной Компании «ТВЭЛ», являющегося одним из мировых лидеров в производстве ядерного топлива. Производство сконцентрировано вокруг создания органов регулирования, управления и защиты энергетических ядерных реакторов различного типа. Продукция завода поставляется на 42 энергоблока АЭС[50]. Предприятие создано в октябре 1932 года на основе объединения Царицынского опытного завода института прикладной минералогии и Московского опытного завода института цветных металлов в целях разработки производства новых, уникальных по тем временам, различных химических элементов, соединений.
- ФГУП «Московский завод радиотехнической аппаратуры» (ФГУП «МЗРТА»). Завод выпускал радиоэлектронную продукцию различного назначения и базирования (наземная, космическая и бортовая). Основными потребителями продукции являлись Военно-космические силы, ВВС, ГРУ ГШ МО, ФСБ, СВР. В декабре 2020 — 2021 году начался снос завода[51], в 2022 году организация как юридическое лицо ликвидирована[52].
- ФГУП Всероссийский научно-исследовательский институт автоматики имени Н. Л. Духова (ФГУП ВНИИА). Предприятие госкорпорации «Росатом». Главными направлениями работ являются разработка и серийное производство: программно-технических средств автоматизированных систем управления технологических процессов (АСУТП) атомных и тепловых электростанций, других сложных объектов; датчиков и сигнализаторов давления для атомных и нефтегазовых предприятий; портативных нейтронных генераторов и аппаратуры на их основе; портативных рентгеновских генераторов;радиационных мониторов; аппаратуры для регистрации быстропротекающих однократных процессов; устройств дуговой защиты для объектов энергетики; аппаратуры электровзрывания; сейсмических датчиков и систем регистрации землетрясений.
- ОАО «Экспостроймаш». Является правопреемником Московского опытно-экспериментального завода, основанного в июне 1965 года. Осуществляет производство рулонных штор и жалюзи.
- Царицынский молочный комбинат. Пущен в 1975 году. Принадлежит компании Вимм-Биль-Данн.
- ГУП «Мосрыбокомбинат». Переработка и консервирование рыбо- и морепродуктов, а также их реализация. На 2007 г. производственные мощности комбината: 800 тонн копчёной и 2200 тонн кулинарной продукции в год.
- ОАО «Комплект». одна из старейших обувных фабрик России. История создания фабрики уходит в далёкое прошлое: шорно-седельная мастерская, положившая начало ныне известному на всю страну предприятию, была основана в 1883 году как мелкое кустарное производство по изготовлению кожаных изделий, которые пользовались большим спросом на конной ярмарке. Сегодня ОАО «Комплект» производит современную обувь и комплектующие детали её низа[53].

## Транспорт

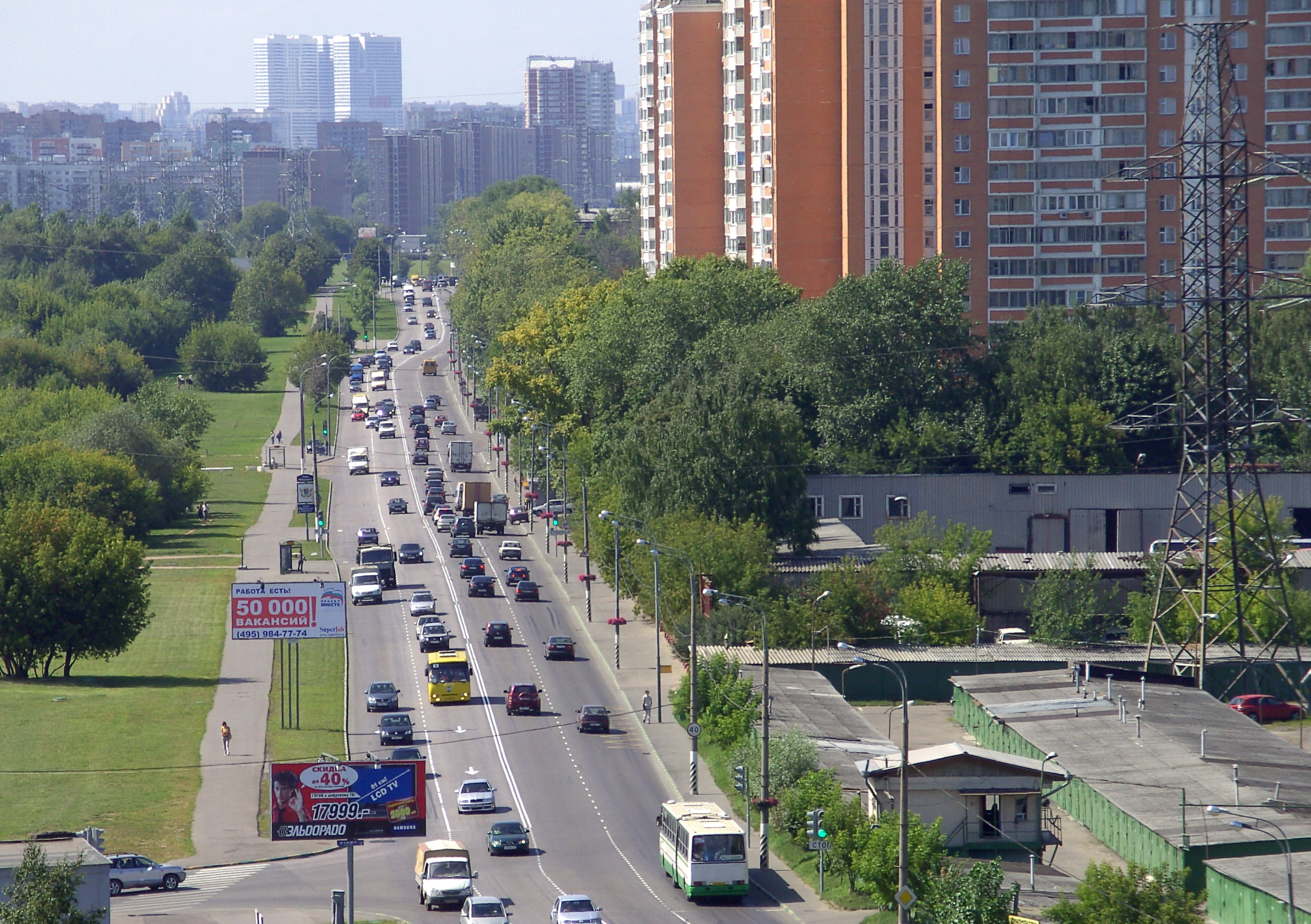
Улица Борисовские Пруды

Основными транспортными магистралями района являются Каширское шоссе, Пролетарский проспект, Кантемировская улица и улица Борисовские Пруды.
По территории района проходит участок Южной рокады.
Кроме того по территории района проходят железнодорожные линии Курского и Павелецкого направлений, а также Замоскворецкая линия Московского метрополитена.

### Метро

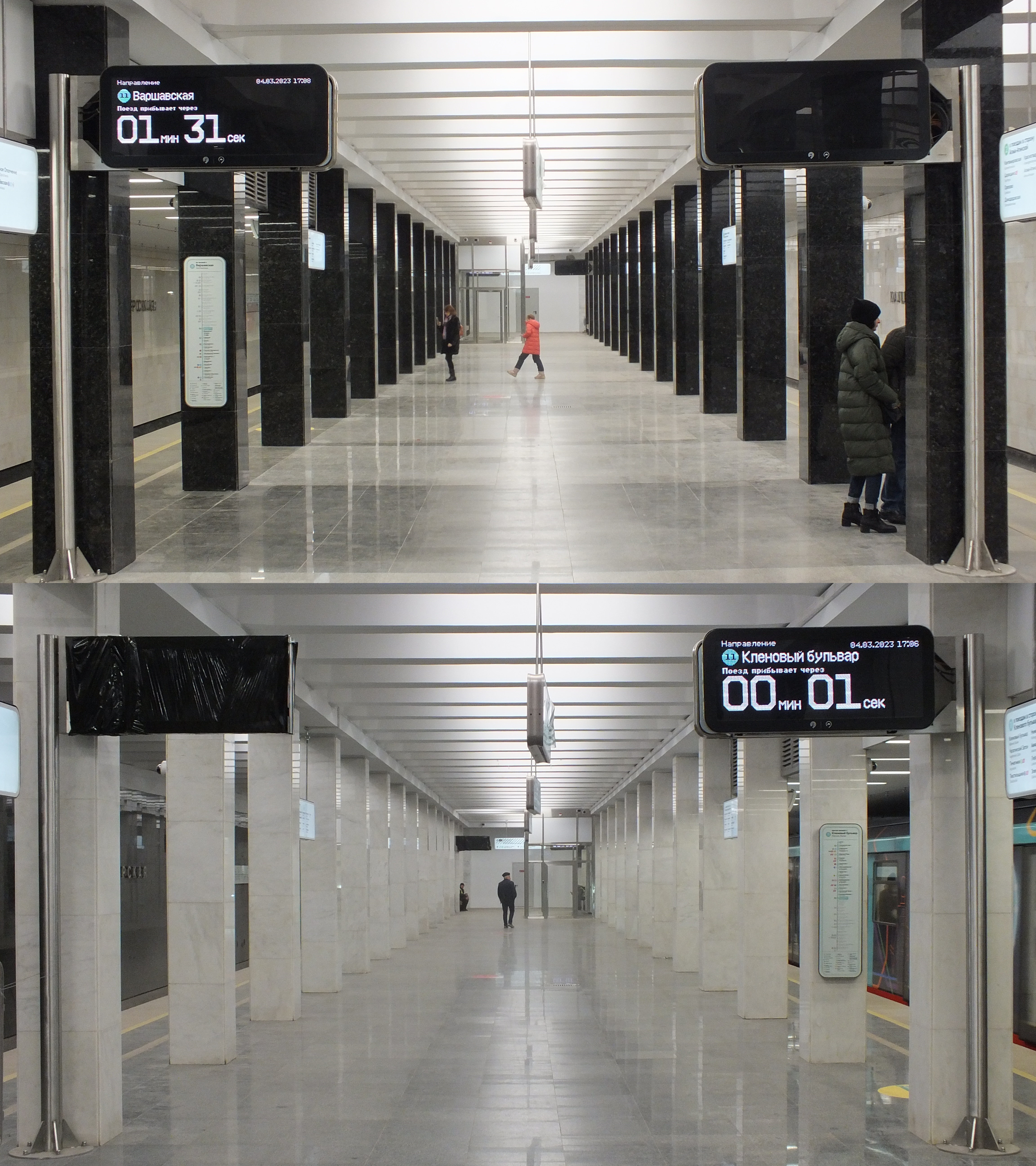
Станция метро «Каширская», Западный (сверху) и восточный (снизу) залы

На территории района находится станция Московского метрополитена — «Каширская» Замоскворецкой и  Большой кольцевой линий Московского метрополитена. В декабре 2016 года среднесуточный пассажиропоток станции составлял 48,9 тыс. человек, 16 место из 23 на Замоскворецкой линии Московского метрополитена.
Также население Москворечья-Сабурово обслуживают 3 станции метро, находящиеся недалеко от границ района: «Кантемировская» (находится около южной границы района), «Борисово» (находится в 1,1 км от восточной границы района) и «Варшавская» (находится около западной границы района).

### Железнодорожный транспорт

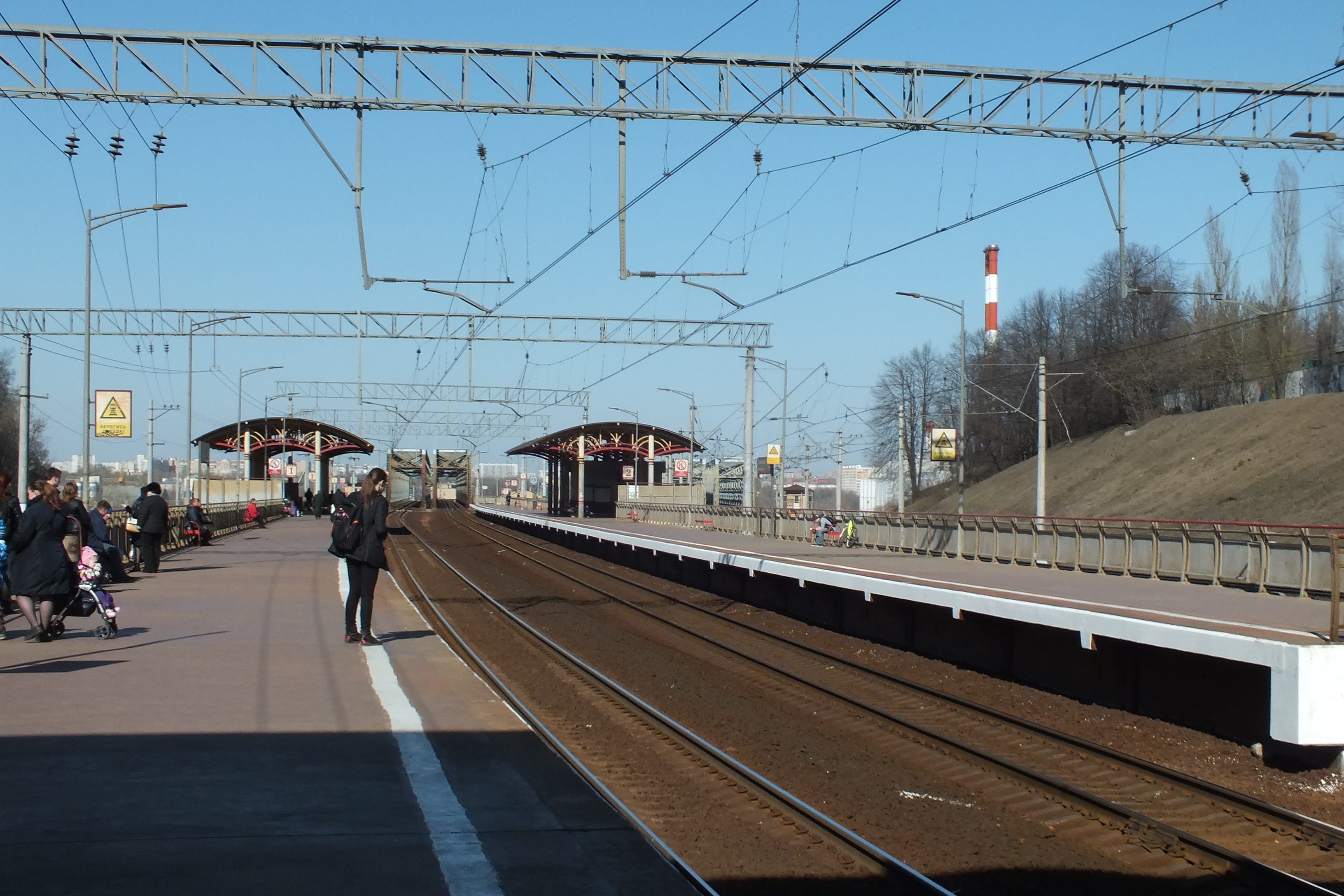
Платформа Москворечье

В Москворечье-Сабурове находятся две станции Московской железной дороги — Москворечье Курского направления и Коломенское Павелецкого направления. В непосредственной близости от станции Коломенское находится станция метро «Варшавская», однако в связи с её расположением в отдалении от жилых массивов Москворечья-Сабурова станция не пользуется популярностью у жителей района.
Доехать от станции Москворечье до Курского вокзала можно примерно за 20—25 минут, а от станции Коломенское до Павелецкого вокзала примерно за 15 минут.
Через станцию Москворечье проходит маршрут МЦД-2 (Нахабино — Подольск), открытие которого состоялось в ноябре 2019 года.
На территории района, между платформами Москворечье и Курьяново Курского направления МЖД, расположены Сабуровские железнодорожные мосты.

### Автобусы
По территории района проходят 18 автобусных маршрутов (в том числе 3 полуэкспрессных маршрута е29, е80 и е85).
Автобусные маршруты:
| № маршрута   | Проходит через станции метро                                                   | Конечный пункт 1          | Конечный пункт 2                |
| ------------ | ------------------------------------------------------------------------------ | ------------------------- | ------------------------------- |
| с823         | «Кантемировская», «Царицыно»                                                   | Метро «Каширская»         | 6-й микрорайон Орехова-Борисова |
| с827         | «Борисово»                                                                     | Станция МЦД «Москворечье» | Метро «Алма-Атинская»           |
| с848         |                                                                                | Станция МЦД «Москворечье» | Метро «Красногвардейская»       |
| с850         |                                                                                | Метро «Каширская»         | Ереванская улица                |
| с891         | «Кантемировская»                                                               | Метро «Каширская»         | Платформа «Бирюлёво-Товарная»   |
| 751          | Братиславская, Марьино, Каширская                                              | Метро Каширская           | Ставропольский проезд           |
| 770          | «Борисово», «Марьино», «Люблино»                                               | Метро «Каширская»         | Цимлянская улица                |
| 838          |                                                                                | Метро «Каширская»         | Метро «Алма-Атинская»           |
| 844          | «Кантемировская», «Каширская»                                                  | Метро «Царицыно»          | Метро «Нагатинская»             |
| 897          |                                                                                | Метро «Каширская»         | Метро «Варшавская»              |
| 899          | «Домодедовская»                                                                | Метро «Красногвардейская» | Метро «Коломенская»             |
| м83          | Метро «Орехово»                                                                | Метро «Каширская»         | 6-й микрорайон Орехова-Борисова |
| м84          | «Чертановская», «Кантемировская»                                               | Сабурово                  | Метро «Калужская»               |
| м86          | «Домодедовская», «Каширская», «Нагатинская», «Тульская»                        | Метро Красногвардейская   | «Добрынинская»                  |
| е80          | «Кантемировская», «Каширская», «Коломенская», «Технопарк»                      | Загорье                   | Метро «Марксистская»            |
| е85          | «Домодедовская», «Каширская», «Нагатинская», «Тульская»                        | Каширское шоссе (МКАД)    | Метро «Добрынинская»            |
| е29          | «Нахимовский проспект», «Профсоюзная», «Университет», «Ломоносовский проспект» | Метро «Каширская»         | Метро «Филёвский парк»          |
| н13 (ночной) | «Технопарк», «Коломенская», «Каширская», «Кантемировская», «Царицыно»          | Метро «Китай-город»       | 6-й микрорайон Загорья          |

## Социальная сфера

### Здравоохранение
В районе находятся:
4 крупных медицинских центра федерального уровня:
- ФГБНУ «Научно-исследовательский институт ревматологии имени В. А. Насоновой» РАМН (Каширское ш., д.34а).
- ФГБНУ «Медико-генетический научный центр имени академика Н.П. Бочкова» РАМН (ул. Москворечье, д.1).
- ФГБНУ «Научный центр психического здоровья» РАМН (Каширское ш., д.34).
- ФГБУ «Национальный медицинский исследовательский центр онкологии имени Н.Н. Блохина» Минздрава России (Каширское ш., д.23, 24, стр. 2).

3 больницы:
- ФГБУЗ «Центральная детская клиническая больница ФМБА». (ул. Москворечье, д.20) — ведомственная.
- Клиническая больница № 85 ФМБА России (ул. Москворечье, д.16) — ведомственная.
- ФГБУ «ГНЦ Институт иммунологии» ФМБА России (Каширское ш., д.24, корп.2) — ведомственная.

3 поликлиники:
- Поликлиника № 210 (Каширское ш., д.57, корп.1) — городская.
- Поликлиника № 210. Филиал 3 (ул. Кошкина, д.21) — городская.
- Детская поликлиника № 23 (ул. Кошкина, д.10, корп.1) — городская.
- Поликлиника № 1 ФГБУЗ КБ № 85 ФМБА России (ул. Москворечье, д. 6 и 16) — ведомственная.

1 диспансер:
- Психоневрологический диспансер № 18 (Пролетарский пр-т, д.4).

Кроме этого работают крупные коммерческие медицинские центры, такие как «Инвитро», «Медквадрат», «МедБиоСпектр» и другие.

### Органы социальной защиты населения
- С января 2024 г. в г. Москве сформированы и закреплены за административными округами 5 территориальных отделов по вопросам опеки и попечительства, жителей района обслуживает Территориальный отдел по вопросам опеки и попечительства № 1 (ЦАО и ЮАО), расположенный по адресу ул. Кантемировская, д. 29, корп. 1
- На территории района (ул. Москворечье, д.7) расположен ГБУ «Дом социального обслуживания «Москворечье» Департамента труда и социальной защиты населения города Москвы» (бывшая Психиатрическая больница № 15), который предназначен для оказания услуг стационарного социального обслуживания на условиях постоянного, временного (сроком до 6 месяцев) или пятидневного проживания граждан пожилого возраста, страдающих психическими расстройствами, и инвалидов I и II групп вследствие психических расстройств в возрасте старше 18 лет, частично или полностью утратившим способность к самообслуживанию и нуждающихся в постоянном постороннем уходе, а также оказания им комплексной социальной и медицинской помощи.

### Культура и отдых
В Москворечье-Сабурово расположены:
- Детская школа искусств имени Святослава Рихтера (Каширское шоссе, д. 42, к. 3). Школа была открыта в 1967 году. В 1978 переименована в Детскую школу искусств № 3, в это же время архитекторами Г. Тер-Сааковым и Н. Аннисифоровым по специальному проекту было построено новое здание. На протяжении 20 лет с коллективом школы дружил выдающийся пианист Святослав Рихтер. В 1997 году, незадолго до своей кончины, в ответ на письмо директора школы Л. Н. Михалёвой с просьбой о присвоении школе его имени, С. Т. Рихтер ответил, что «согласен с радостью». Выпускниками школы являются такие известные артисты как Олег Меньшиков и Пётр Дранга[57].
- ГБУК г. Москвы «Творческий центр „Москворечье“» («ДК Москворечье», Каширское ш., д. 52). В творческом центре проводятся международные выставки, детские праздники, спектакли, концерты, новогодние праздники для детей и организаций, семинары, конференции, собрания акционерных обществ, торжественные мероприятия (юбилеи, балы). Общественно-политические мероприятия: встречи с депутатами, выборы. Также здесь находится множество кружков, секций и студий различных направлений.
- Библиотека № 167 (Каширское ш., д. 53, корп. 6) являющаяся подразделением ГБУК г. Москвы «Централизованная библиотечная система ЮАО». В библиотеке организован музей народной куклы «Хозяюшка-Благополучница»[58].
- Филиал ГБУК г. Москвы «Дом культуры Загорье» (ул. Кантемировская, д. 4, корп. 2). Здесь находятся кружки гитары, изобразительного искусства, секция таеквандо, логопедический кружок. Проводятся занятия по изучению английского языка. Работают вокальные и цирковые творческие коллективы[59].
- Музей Декоративно-прикладного искусства им. Г. А. и В. С. Величкиных (Каширское ш., д. 55, корп. 7). Фонды музея насчитывают более тысячи экспонатов — предметов крестьянской утвари, изделий народных промыслов, деревянных, глиняных, тряпичных игрушек, сделанных руками народных мастеров.
- Кинотеатр «Мечта» (закрыт с начала 2013 года; Каширское ш., д. 42, корп. 1). С 2015 до 2018 годы помещение кинотеатра использовалось сетевым супермаркетом «Пятёрочка». В августе 2018 года здание кинотеатра снесено, осуществляется его реконструкция, планируется, что в результате реконструкции площадь здания увеличится в четыре раза, срок ввода в эксплуатацию — 3 квартал 2022 года. В новом здании будет открыт супермаркет «Лента», кинотеатр южнокорейской сети CJ CGV, а также салоны красоты, спортивные студии и магазины, также будут организованы детские образовательные зоны[60][61],.

Кроме того, в районе находятся множество сетевых ресторанов («Вкусно и точка», KFC, «Шоколадница», «Тануки», «Иль Патио», «Планета Суши» и другие), торгово-развлекательный комплекс «Москворечье» и другие объекты досуга и отдыха.

## Парки, скверы, общественные пространства
Парк в долине реки Чертановка — осенью 2021 года по просьбе местных жителей вдоль реки Чертановка у Пролетарского проспекта появился парк. Здесь проложили тропинки и мостики, а русло реки укрепили, сделали подпорные стены, обустроили три детские и спортивные площадки, пикниковые зоны и смотровую площадку. Постелили газон, разбили цветники, высадили деревья и кустарники, установили энергосберегающие фонари и сделали архитектурно-художественную подсветку.

## Наука и образование

### Высшие учебные заведения
На территории района находится Национальный исследовательский ядерный университет «МИФИ» — один из первых двух национальных исследовательских университетов России (наряду с МИСиС), образован 8 апреля 2009 года на базе Московского инженерно-физического института (государственного университета) (Каширское шоссе, д. 31). 

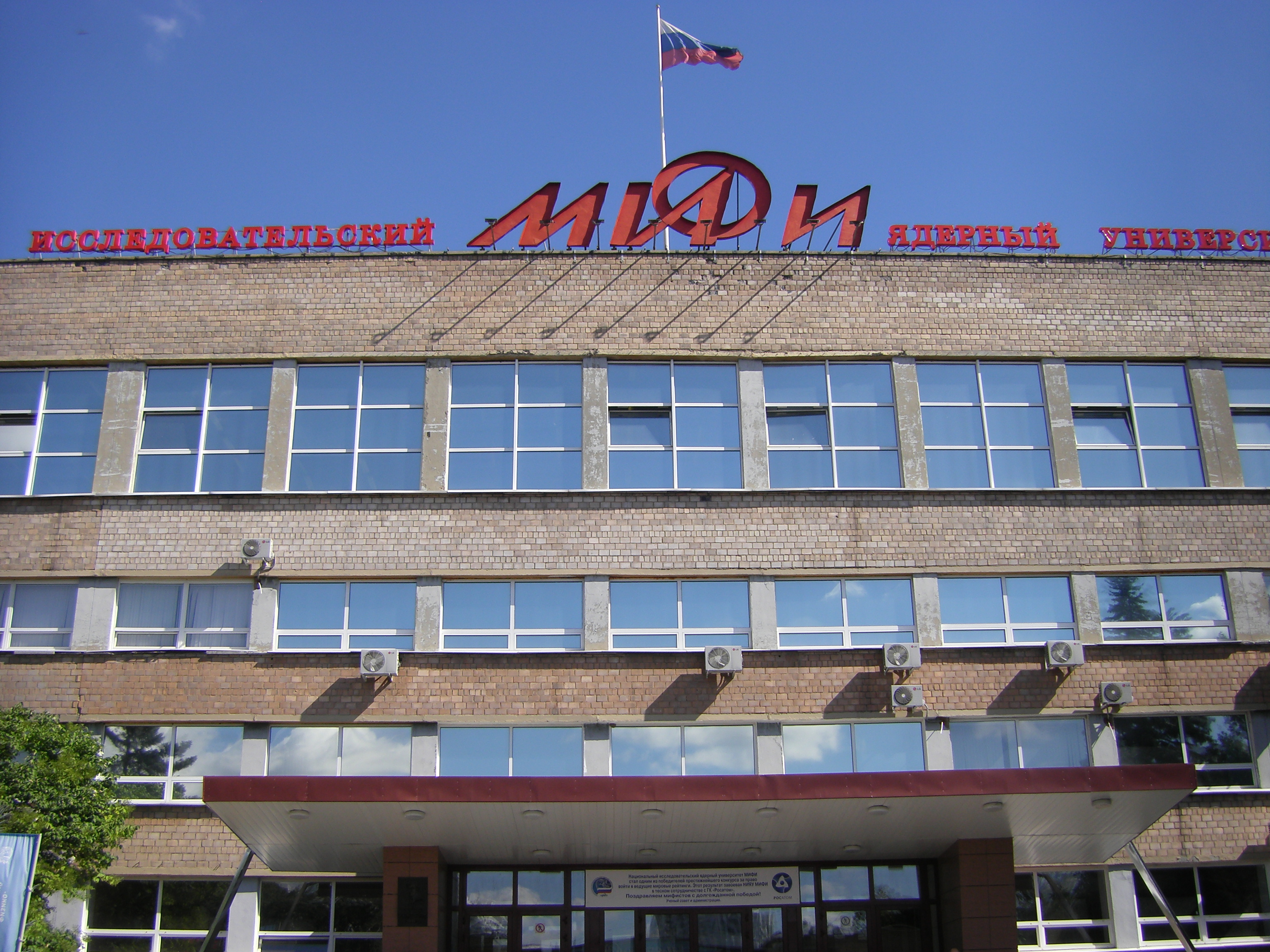
Главный корпус МИФИ

### Научные учреждения
Кроме того в районе располагаются 7 научных институтов, занимающихся проблемами химических технологий, промышленным проектированием, изучением генетики и психиатрии, ревматологии и онкологии.

#### Общеобразовательные школы (Начальное, Среднее, Профильное образование)
Таблица: школы района Москворечье-Сабурово.
| Школа/Адрес | Сотрудничество |
| --- | --- |
| Университетский Лицей №1511 предуниверситария НИЯУ МИФИ Пролетарский пр-т, д. 6, к. 3                                                                                      | НИЯУ МИФИ |
| Школа № 1579 (1-4 классы) Пролетарский пр-т, д. 7, к. 3 Школа № 1579 (5-8 классы) ул. Москворечье, д. 39 Школа № 1579 (1-10 классы) ул. Борисовские пруды, д. 11 к. 1      | НИЯУ МИФИ, Московский политехнический университет, Московский государственный технологический университет «СТАНКИН», Московский государственный медико-стоматологический университет имени А.И. Евдокимова. |
| Школа № 1579 (1-11 классы) Каширское ш., д. 55 к. 7 | НИЯУ МИФИ, Российский экономический университет имени Г.В.Плеханова, Московский политехнический университет. |
| Школа № 1579 (1-10 классы) 1-й Котляковский переулок, дом 4Б | |
| Школа № 2000 (здание № 1) ул. Кантемировская, д. 22 к. 6 Школа № 2000 (здание № 2) ул. Кантемировская, д. 22 к. 5 Школа № 2000 (здание № 3) ул. Кантемировская, д. 22 к. 4 | МГИУ. |
| Школа № 2000 (здание № 9) ул.Кошкина, д. 13, к. 2 | РГУ Нефти и газа им Губкина, НИЯУ МИФИ, Московский политехнический университет, Московский многопрофильный техникум им. Л.Б. Красина, Пищевой колледж № 33, КСУ № 32. |
| Центр Инклюзивного Образования (ЦИО) "Южный" ул. Борисовские пруды, д. 19, к. 3                                                                                            | |
| Частная гимназия «Эллада» ул. Кошкина, д. 6 | Национальный исследовательский университет «Высшая школа экономики. |
| Частная школа «Наследник» ул. Борисовские пруды, д. 19, к. 1 | МГУ, МИФИ, МГИМО, РХТУ, Высшая Школа Экономики, Финансовый Университет при Правительстве РФ, Оксфорд, Лондонская Школа Экономики, РУДН, Всероссийская Академия Внешней Торговли, Международный Университет в Москве, МИСиС, МГТУ им. Баумана, РАНХиГС, МПГУ, Московский Государственный Юридический Университет, Московская Международная Высшая Школа Бизнеса, Институт Международного Права и Экономики, РЭУ им. Г.В. Плеханова, МАИ, МАДИ, МАТИ, МИРЭА, МЭИ, РАП . |

Дошкольные образовательные учреждения (детские сады)
1. Ведомственный детский сад № 526 (НИЯУ МИФИ)
 Здание по адресу: ул. Москворечье, д.15
2. На базе ГБОУ "Школа № 1579"
Здания по адресам:
- ул. Борисовские пруды, д.11 к.2
- 1-й Котляковский переулок, дом 2Б
- Каширское ш., д.46, к.4
- Каширское ш., д.38, к.2
- Каширское ш., д.59, к.3
- Каширское ш., д.53, к.7

3. На базе ГБОУ "Школа № 2000"
Здания по адресам:
- Пролетарский пр-т, д.17, к.3
- ул. Кантемировская, д.16, к.4
- ул. Кантемировская, д.20, к.6
- ул. Кантемировская, д.20, к.3
- ул. Москворечье, д.4, к.4
- ул. Кошкина, д.19, к.2
- ул. Кантемировская, д.6 к.3 (не работает с 2022 года)

4. На базе Центра Инклюзивного Образования (ЦИО) "Южный"
Здание по адресу: Каширское ш., д.57, к.8
5. На базе частной гимназии «Эллада» 
Здание по адресу: ул. Кошкина, д.6
6. На базе частной школы «Наследник» 
Здание по адресу: ул. Борисовские пруды, д.19, к.1
7. Частный детский сад «Оранжевый жираф» 
ул. Москворечье, д.4, к.6

## Религия

### Православные храмы
В районе есть два действующих храма Русской православной церкви:
- Храм Святителя Николая в Сабурове (Каширское шоссе, д. 59/4, настоятель — протоиерей Константин Харитошкин)
- Храм Апостола Фомы на Кантемировской (Пролетарский проспект, д. 18, настоятель — иерей Иоанн Попадинец). Храм временный, находится на месте строительства храма Пророка Даниила на Кантемировской[71].

Храмы входят в состав Даниловского благочиния Московской городской епархии.

Храмы района Москворечье-Сабурово
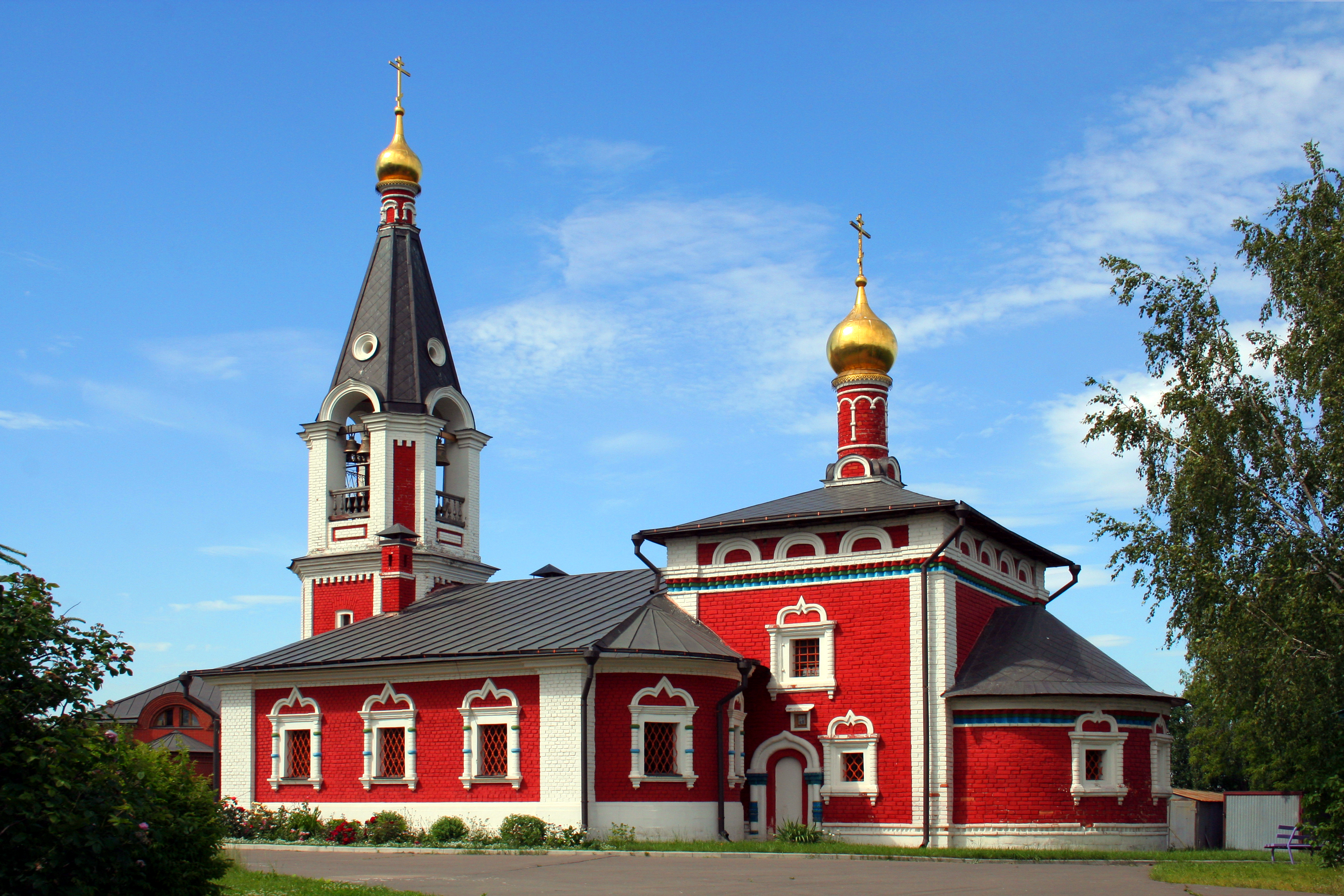
Храм Святителя Николая в Сабурове
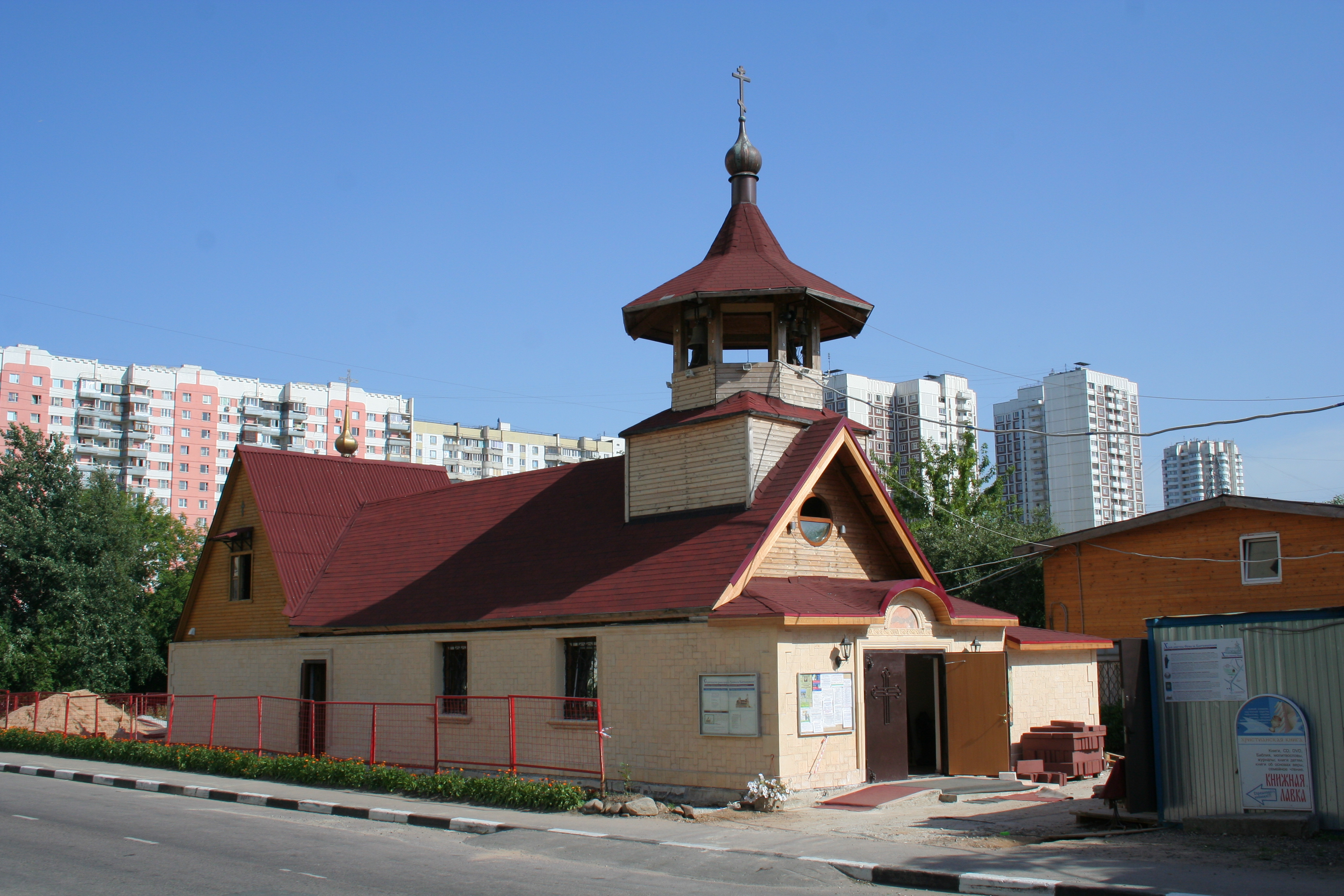
Храм Апостола Фомы на Кантемировской

Вблизи храма Святителя Николая в Сабурове находится Московская школа церковных звонарей Ильи Дроздихина.